# Olympische Sommerspiele 2008/Teilnehmer (Island)
| Gelbes Symbol für Goldmedaillen mit stilisierten Olympischen Ringen | Graues Symbol für Silbermedaillen mit stilisierten Olympischen Ringen | Braundes Symbol für Bronzemedaillen mit stilisierten Olympischen Ringen |
| ------------------------------------------------------------------- | --------------------------------------------------------------------- | ----------------------------------------------------------------------- |
| —                                                                   | 1                                                                     | —                                                                       |

Island nahm bei den Olympischen Spielen 2008 in Peking zum 22. Mal an Olympischen Sommerspielen teil. Das Land wurde durch 28 Athleten vertreten. Die einzige Medaille wurde durch das Handball-Team der Herren gewonnen, die bis auf den zweiten Platz vorstießen.

## Badminton
Frauen
- Ragna Ingólfsdóttir

## Handball
Männer (Silber )
- Alexander Petersson
- Arnór Atlason
- Ásgeir Örn Hallgrímsson
- Bjarni Fritzson
- Björgvin Páll Gústavsson
- Guðjón Valur Sigurðsson
- Hreiðar Guðmundsson
- Ingimundur Ingimundarson
- Logi Eldon Geirsson
- Ólafur Stefánsson
- Róbert Gunnarsson
- Sigfús Sigurðsson
- Snorri Steinn Guðjónsson
- Sturla Ásgeirsson
- Sverre Andreas Jakobsson

## Judo
Männer
- Þormóður Árni Jónsson

## Leichtathletik
Männer
- Bergur Ingi Pétursson (Hammerwurf)

Frauen
- Ásdís Hjálmsdóttir (Speerwurf)
- Þórey Edda Elísdóttir (Stabhochsprung)

## Schwimmen
| Männer                                                                     | Frauen                                                                                        |
| -------------------------------------------------------------------------- | --------------------------------------------------------------------------------------------- |
| Árni Már Árnason Hjörtur Már Reynisson Jakob Jóhann Sveinsson Örn Arnarson | Erla Dögg Haraldsdóttir Ragnheiður Ragnarsdóttir Sarah Blake Bateman Sigrún Brá Sverrisdóttir |